# 10e cérémonie des Saturn Awards
La 10e cérémonie des Saturn Awards, récompensant les films sortis avant 1983 — en grande partie en 1982 — et les professionnels s'étant distingués, s'est tenue en 30 juillet 1983.

## Palmarès
Les lauréats sont indiqués ci-dessous en premier de chaque catégorie et en gras.

### Meilleur film fantastique
- Dark Crystal (The Dark Crystal)
  - Conan le Barbare (Conan the Barbarian)
  - Brisby et le Secret de NIMH (The Secret of NIMH)
  - L'Épée sauvage (The Sword and the Sorcerer)
  - Zapped!

### Meilleur film d'horreur
- Poltergeist
  - Creepshow
  - Piège mortel (Deathtrap)
  - La Créature du marais (Swamp Thing)
  - The Thing

### Meilleur film de science-fiction
- E.T. l'extra-terrestre (E.T. the Extra-Terrestrial)
  - Blade Runner
  - Espèce en voie de disparition (Endangered Species)
  - Star Trek 2 : La Colère de Khan (Star Trek II: The Wrath of Khan)
  - Tron (TRON)

### Meilleur film à petit budget
- Evil Dead (The Evil Dead)
  - Androïd (Android)
  - Eating Raoul
  - Mutant (Forbidden World)
  - Nuit noire (One Dark Night)

### Meilleur film international
- Mad Max 2
  - Réaction en chaîne (The Chain Reaction)
  - Class 1984 (Class of 1984)
  - La Maison des spectres (The House Where Evil Dwells)
  - Les Frénétiques (The Last Horror Film)

### Meilleur film d'animation
- Brisby et le Secret de NIMH (The Secret of NIMH)
  - Phénix, l'oiseau de feu (火の鳥2772 愛のコスモゾーン, Hi no Tori 2772: Ai no Kosumozōn)
  - La Dernière Licorne (The Last Unicorn)
  - Les Maîtres du temps
  - Tron

### Meilleur acteur
- William Shatner - Star Trek 2 : La Colère de Khan
  - Mel Gibson - Mad Max 2
  - Lee Horsley - L'Épée sauvage
  - Christopher Reeve - Deathtrap
  - Henry Thomas - E.T. l'extra-terrestre

### Meilleure actrice
- Sandahl Bergman - Conan le Barbare
  - Susan George - La Maison des spectres
  - Nastassja Kinski - La Féline
  - JoBeth Williams - Poltergeist
  - Mary Woronov - Eating Raoul

### Meilleur acteur dans un second rôle
- Richard Lynch - L'Épée sauvage
  - Rutger Hauer - Blade Runner
  - Walter Koenig - Star Trek 2 : La Colère de Khan
  - Roddy McDowall - Class 1984
  - Bruce Spence - Mad Max 2

### Meilleure actrice dans un second rôle
- Zelda Rubinstein - Poltergeist
  - Kirstie Alley - Star Trek 2 : La Colère de Khan
  - Filomena Spagnuolo - Les Frénétiques
  - Dee Wallace - E.T. l'extra-terrestre
  - Irene Worth - Piège mortel

### Meilleure réalisation
- Nicholas Meyer - Star Trek 2 : La Colère de Khan
  - Tobe Hooper - Poltergeist
  - George Miller - Mad Max 2
  - Ridley Scott - Blade Runner
  - Steven Spielberg - E.T. l'extra-terrestre

### Meilleur scénario
- Melissa Mathison - E.T. l'extra-terrestre
  - Jay Presson Allen - Piège mortel
  - Terry Hayes, George Miller, Brian Hannant - Mad Max 2
  - Jack B. Sowards - Star Trek 2 : La Colère de Khan
  - Albert Pyun, Tom Karnowski, John V. Stuckmeyer - L'Épée sauvage

### Meilleurs costumes
- Elois Jenssen, Rosanna Norton - Tron
  - John Bloomfield - Conan le Barbare
  - Norma Moriceau (en) - Mad Max 2
  - Robert Fletcher - Star Trek 2 : La Colère de Khan
  - Christine Boyar - L'Épée sauvage

### Meilleurs effets spéciaux
- Carlo Rambaldi, Dennis Muren - E.T. l'extra-terrestre
  - Douglas Trumbull, Richard Yuricich - Blade Runner
  - Roy Field, Brian Smithies - Dark Crystal
  - Tom Campbell, William T. Conway, John Carl Buechler, Steve Neill - Mutant
  - Rob Bottin - The Thing

### Meilleure Musique
- John Williams - E.T. l'extra-terrestre
  - Basil Poledouris - Conan le Barbare
  - Ken Thorne - La Maison des spectres
  - Jerry Goldsmith - Poltergeist
  - David Whitaker - L'Épée sauvage

### Meilleur maquillage
- Dorothy J. Pearl - Poltergeist
  - José Antonio Sánchez - Conan le Barbare
  - Sue Dolph - Mutant
  - Hatsuo Nagatomo - La Maison des spectres
  - Werner Keppler, James Lee McCoy - Star Trek 2 : La Colère de Khan

### Meilleure affiche
- John Alvin - E.T. l'extra-terrestre
  - Johann Costello - Creepshow
  - Richard Amsel - Dark Crystal
  - Edd Riveria - Halloween 3
  - Gerald Scarfe - The Wall

### Prix spéciaux

#### Prix posthume
- Buster Crabbe

#### Life Career Award
- Martin B. Cohen